# Ацтекский новый год
Ацтекский новый год (исп. Año Nuevo Mexicano или Año Nuevo Azteca; аст. Yancuic Xīhuitl) — празднование нового года в соответствии с ацтекским календарём. Дата, на которую в григорианском календаре выпадает данный праздник, зависит от разновидности используемого календаря, но принято считать, что он отмечается на рассвете 12 марта. Дата отмечается народностью науа, которая проживает в некоторых областях нынешней Мексики. Для празднования используется дерево ocote (одна из разновидностей сосны), на котором в канун нового года зажигают свечи, параллельно с этим происходит запуск фейерверков, игра на барабанах и пение песен. Некоторые из наиболее важных праздничных событий происходят в Уаучинанго, Наупане, Мехико, Сонголике и Хикотепеке.
Более поздняя и более признанная версия была предложена профессором Национального института антропологии и истории (НИАИ — INAH) Рафаэлем Тэном, основанных на учениях Дурана, Саагуна и Альфонсо Касо (НАУ). Его расчёта подтверждают, что первым днём мексиканского года было 13 февраля, что соответствует старому Юлианскому календарю или 23 февраля в нынешнем Григорианском календаре. Используя эти расчёты, им будет проверена дата рождения Уицилопочтли, конца года и цикла «Завершения лет», Церемонии нового огня и день-знак «1 Течпатль» года «2 Акатль», соответствующих дате 22 февраля.
Этот 365-дневный год был соотнесён с солнечным годом и поделён на 18 месяцев по 20 дней в каждом, а также 5 дополнительных дней в конце года. Кроме того, имеется несколько рукописей, в которых подтверждается наличие високосного года.